# Альбрехт III (герцог Австрії)
Альбрехт III (нім. Albrecht III.; 9 вересня 1349, Відень — 29 серпня 1395, Лаксенбург) — герцог Австрійський з 18 листопада 1364 по 25 вересня 1379 року (спільно з братом Леопольдом III), з 25 вересня 1379 року — одноосібно. З династії Габсбургів, засновник Альбертинської лінії дому Габсбургів.

## Коротка біографія
Альбрехт III був третім сином австрійського герцога Альбрехта II та Іоганни Пфірт, дочки Ульріха III, графа Пфірта. У 1365 році, після смерті старшого брата Рудольфа IV, Альбрехт разом зі своїм молодшим братом Леопольдом III успадкували престол Австрії.
Первинно, відповідно до законів Альбрехта II й Рудольфа IV, брати правили спільно. У цей період розширення володінь Габсбургів продовжилось: до Австрії було долучено внутрішню Істрію, що забезпечило державі вихід до Адріатичного моря, а 1375 року до складу монархії було включено більшу частину Форарльбергу. У 1377 році Альбрехт III здійснив хрестовий похід проти литовських язичників.
1379 року у порушення постанов своїх попередників брати уклали між собою Нойберзьку угоду, згідно з якою вони розділили спадкові володіння. Альбрехт III отримав власне Австрійське герцогство, включаючи штирійські лени на території сучасної землі Верхньої Австрії (Штайр, Енс), а Леопольд III став правителем Штирії, Каринтії, Крайни, Істрії, Тіролю й Передньої Австрії. Таким чином володіння Габсбургів було розділено між Альбертинською та Леопольдинською лініями. Нойберзька угода поклала початок періоду роздробленості у Австрійській монархії, що тривав майже століття й сильно послабив позиції Габсбургів у Німеччині.
Незважаючи на розподіл володінь, принципи централізації, що склались за попередників Альбрехта III не були забуті. Так 1380 року герцог Австрії домігся покори графа Шаунберга, що намагався створити незалежну державу на австрійсько-баварському кордоні, і приєднав до своїх володінь нові території у центральній частині Верхньої Австрії (Ефердінг).
У 1386 році у війні зі швейцарцями загинув Леопольд III, й на короткий час Альбрехту III вдалось знову відродити єдність австрійських земель, ставши регентом при малолітніх дітях Леопольда. Він продовжив політику свого брата та здійснив новий похід до Швейцарії, однак зазнав поразки у битві під Нефельсом (1388) й за миром 1394 року фактично визнав незалежність швейцарських кантонів від Австрії. Деякою компенсацією за цю втрату стало приєднання Блуденца у Форарльберзі 1394 року.
У самій Австрії Альбрехт III активно підтримував розвиток мистецтв, науки й освіти. Сам герцог сильно цікавився науками, особливо математикою та астрологією. У 1385 році він суттєво розширив Віденський університет й відкрив там теологічний факультет, що дозволило університету посісти достойне місце серед вищих навчальних закладів Європи.
Альбрехт III помер 1395 року й був похований у соборі Святого Стефана у Відні.

## Шлюб та діти
- (1366) Єлизавета Люксембурзька (1358—1373) — дочка Карла IV, імператора Священної Римської імперії
- (1375) Беатриса Гогенцоллерн (1362—1414) — дочка Фрідріха V, бургграфа Нюрнберга

Альбрехт IV (1377—1404) — герцог Австрії